# Manuela (canción de Julio Iglesias)
«Manuela» es una canción interpretada por el cantante español Julio Iglesias. Fue publicada en diciembre de 1974 como el segundo y último sencillo de su quinto álbum de estudio A flor de piel.

## Rendimiento comercial
«Manuela» se convirtió en un éxito comercial en Francia, alcanzando la posición #4 en las listas de sencillos franceses. En Bélgica, el sencillo alcanzó el puesto #1 en el Ultratop de Valonia y el #25 en el Ultratop de Flandes. También alcanzó el puesto #19 en Italia. En los Países Bajos, el sencillo alcanzó el puesto #16 en el Nederlandse Top 40 y el puesto #19 en el Single Top 100.
«Manuela» se convirtió en el décimo sencillo más vendido de Francia en 1975, con un total de más de 500.000 copias vendidas. 

## Posicionamiento

### Gráfica semanal
| Gráfica (1975)                          | Pico de posición |
| --------------------------------------- | ---------------- |
| Bélgica (Flandes) (Ultratop 50 Singles) | 25               |
| Bélgica (Valonia) (Ultratop 50 Singles) | 1                |
| Francia (IFOP)                          | 4                |
| Italia (Musica e dischi)                | 19               |
| Países Bajos (Nederlandse Top 40)       | 16               |
| Países Bajos (Single Top 100)           | 19               |

### Gráfica de fin de año
| Gráfica (1975) | Pico de posición |
| -------------- | ---------------- |
| Francia (IFOP) | 10               |

## Certificaciones y ventas
| País           | Certificación | Ventas  |
| -------------- | ------------- | ------- |
| Francia (IFOP) | —             | 500,000 |